# Hierodula majuscula
Hierodula majuscula – gatunek owada z rzędu modliszek. Jego naturalny zasięg występowania obejmuje północną Australię. Na całym świecie bywa hodowany jako zwierzę domowe.

## Biologia

### Morfologia
Największy gatunek modliszki na kontynencie australijskim. Imago osiągają przeciętnie długość 70 mm, przy czym samce są smuklejsze i mają krótsze tułowia (średnio 20 vs 25 mm). Większość ciała dorosłego osobnika jest zielona, na wewnętrznych krawędziach pierwszej pary odnóży krocznych (przekształconych w narządy chwytne) obecny jest pomarańczowo-czarny deseń. Spodnia część tułowia fioletowa.  
Dymorfizm płciowy wyraźnie zaznaczony – u samców obecne są wydłużone i zgrubiałe czułki oraz dłuższe skrzydła, umożliwiające sprawny lot.  
Larwy przypominają dorosłe osobniki, przy czym są pozbawione skrzydeł i mogą przybierać różnorodne kolory, od zielonego, przez żółty, do brunatnego. 

### Długość życia
W ciągu życia, samce przechodzą osiem linień, zaś samice – dziewięć. Czas od wyklucia do osiągnięcia dojrzałości płciowej wynosi średnio 170-200 dni (w przypadku samców) lub 180-240 dni (u samic). W niewoli samce dożywają do trzech miesięcy w formie imaginalnej, samice – do sześciu.

### Rozród

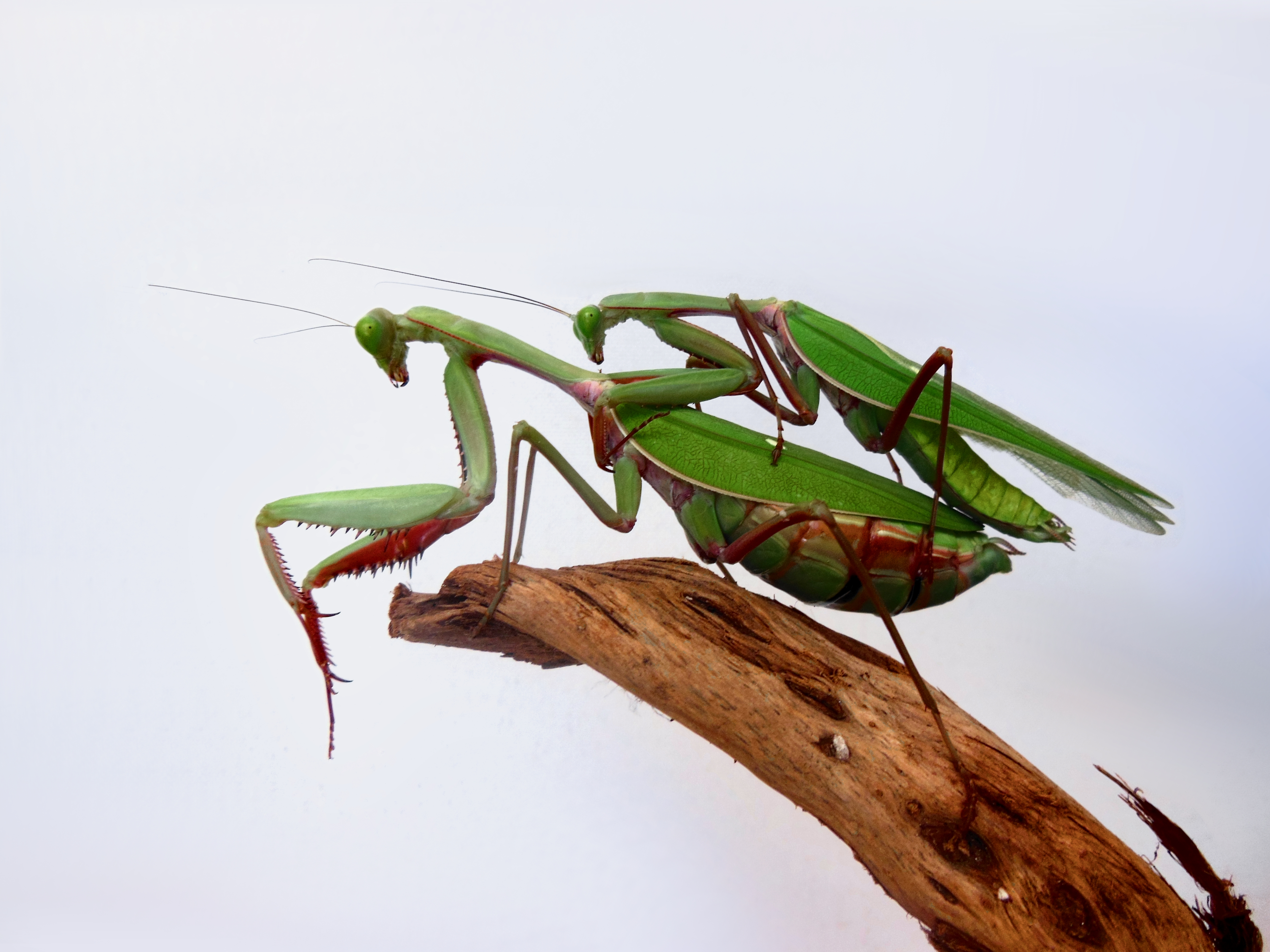
Kopulująca para

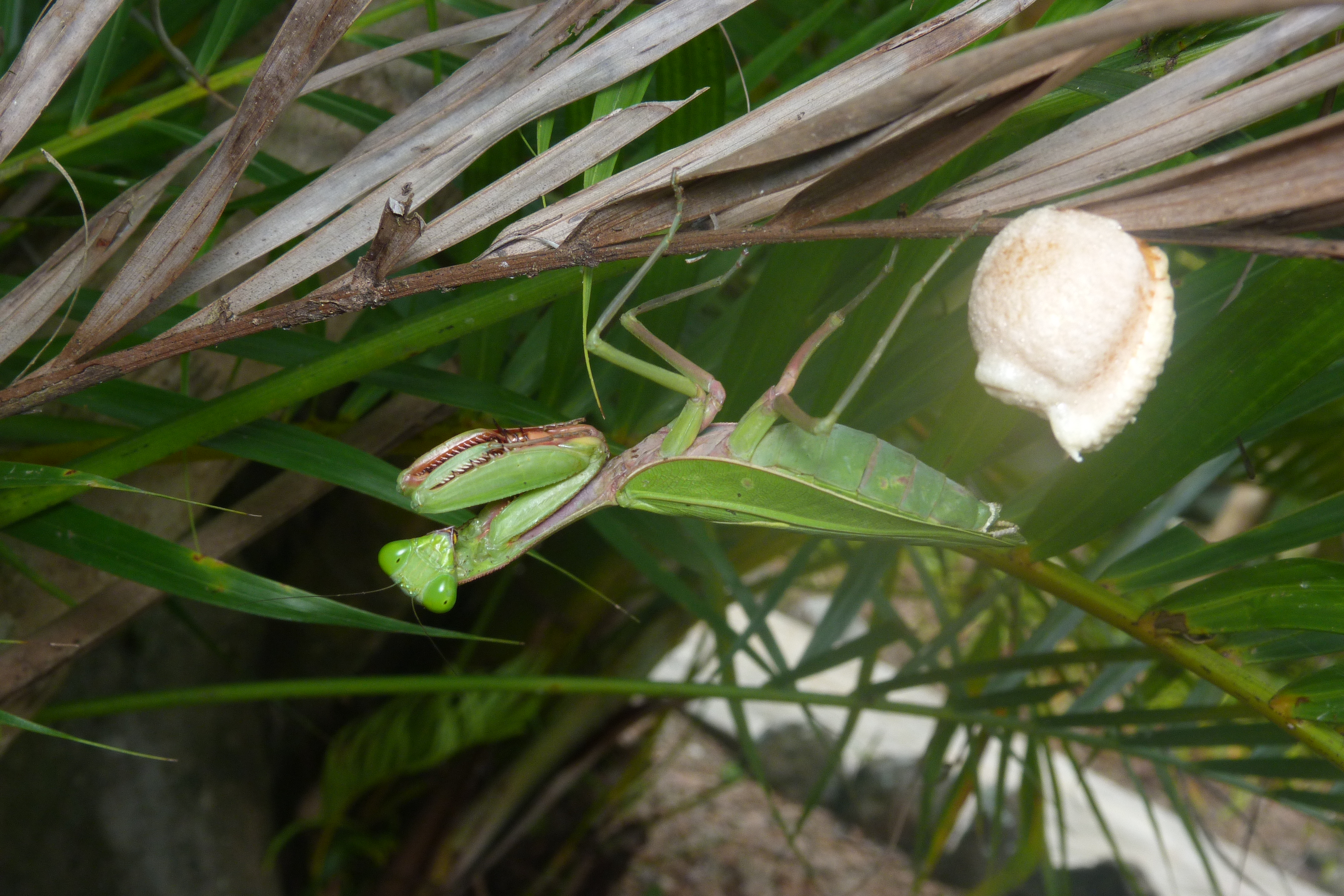
Samica imago ze złożoną ooteką

Gatunek rozmnaża się płciowo. Kopulacja trwa do kilkunastu godzin i niekiedy obejmuje zjedzenie samca przez samicę. Samica składa w ciągu swojego życia około sześciu ootek, z których – jeśli są zapłodnione – wykluwa się do 250 larw. 

## Ekologia

### Środowisko
Siedliskiem H. majuscula są lasy deszczowe, co znajduje wyraz w angielskiej nazwie gatunkowej owada – Giant Rainforest Mantis. Modliszki te bytują głównie na drzewach, gdzie ich ubarwienie umożliwia skuteczny kamuflaż wśród liści. 
Odnotowano pojawienie się populacji H. majuscula w ogrodzie botanicznym Tondoon Botanic Gardens w Gladstone, gdzie zostały najprawdopodobniej zawleczone wraz z roślinami. 

### Pożywienie
Podobnie jak inne modliszki, Hierodula majuscula są drapieżne. Polują na inne bezkręgowce (w tym przedstawicieli własnego gatunku) oraz małe kręgowce. 

### Naturalni wrogowie i pasożyty
Modliszki zjadane są przez duże pająki, owadożerne ptaki i nietoperze, które polują przede wszystkim na latające w nocy samce. 
Na Hierodula majuscula pasożytują nitnikowce z rodzaju Chordodes.